# Den Země
Den Země je každoroční akce, která se koná 22. dubna a jejímž cílem je podpořit ochranu životního prostředí. Poprvé se konala 22. dubna 1970, nyní zahrnuje širokou škálu akcí, které celosvětově koordinuje EARTHDAY.ORG (dříve Earth Day Network). Do akcí se zapojuje přibližně 1 miliarda lidí ve více než 193 zemích. Oficiálním tématem pro rok 2024 je „Planeta vs. plasty“.
V roce 1969 na konferenci UNESCO v San Francisku navrhl mírový aktivista John McConnell, aby se den na počest Země a myšlenky míru poprvé slavil 21. března 1970, první jarní den na severní polokouli. Tento den přírodní rovnováhy byl později schválen v proklamaci, kterou napsal McConnell a podepsal generální tajemník OSN U Thant. O měsíc později navrhl senátor Spojených států Gaylord Nelson uspořádat 22. dubna 1970 celonárodní ekologické vzdélávací fórum. Jako národního koordinátora najal mladého aktivistu Denise Hayese. Nelson a Hayes akci přejmenovali na „Den Země“. Denis a jeho spolupracovníci rozšířili akci nad rámec původního nápadu na vzdělávací fórum, tak, že zahrnovala celé Spojené státy. Do ulic vyšlo více než 20 milionů lidí a první Den Země zůstává největším jednodenním protestem v dějinách lidstva. Klíčoví partneři, kteří nebyli zaměřeni na životní prostředí, hráli významnou roli. Pod vedením odborového předáka Waltera Reuthera byla například organizace United Auto Workers (UAW) nejvýznamnějším externím finančním a provozním podporovatelem prvního Dne Země. Podle Hayese: „Bez UAW by první Den Země pravděpodobně propadl!“ Nelson později za svou práci obdržel prezidentskou medaili svobody. První Den Země byl zaměřen na Spojené státy. V roce 1990 jej Denis Hayes, původní národní koordinátor z roku 1970, přenesl na mezinárodní úroveň a zorganizoval akce ve 141 zemích. Na Den Země 2016 podepsaly Spojené státy, Velká Británie, Čína a 120 dalších zemí přelomovou Pařížskou dohodu. Tímto podpisem byla splněna klíčová podmínka pro vstup v platnost historického návrhu smlouvy o ochraně klimatu, který byl přijat konsensem 195 zemí přítomných na konferenci OSN o změně klimatu v Paříži v roce 2015. Řada komunit se zapojila do akcí Týdne Země, což je celý týden aktivit zaměřených na environmentální problémy, kterým svět čelí. Padesáté výročí Dne Země 2020 si připomnělo více než 100 milionů lidí po celém světě v rámci akce, která je označována za největší masovou online mobilizaci v historii. Podobnou, ale samostatnou akci, Světový den životního prostředí, organizuje Organizace spojených národů a každoročně se slaví 5. června.Od roku 1990 se Den Země slaví také v České republice. Jednou z prvních oslav byl studentský happening s Matkou Země a Blanickými rytíři, kteří byli zváni, aby pomohli Zemi od odpadů, klimatických změn a přebujelého konzumerismu. Organizovala česko-americká Earthlinks Foundation.

## Historie

### Únik ropy v Santa Barbaře v roce 1969
28. ledna 1969 došlo k výbuchu vrtu Platform A, který společnost Union Oil vyvrtala 10 km od pobřeží Santa Barbary v Kalifornii. Uniklo více než 11 milionů litrů ropy a zahynulo více než 10 000 mořských ptáků, delfínů, tuleňů a lachtanů. V reakci na tuto katastrofu se zmobilizovali aktivisté, kteří vytvořili ekologické předpisy, ekologickou výchovu a Den Země. Mezi zastánce Dne Země patřili lidé, kteří stáli v první linii boje proti této katastrofě, Selma Rubinová, Marc McGinnes a Bud Bottoms, zakladatel organizace Get Oil Out. Denis Hayes, organizátor prvního Dne Země, uvedl, že senátora Gaylorda Nelsona z Wisconsinu inspiroval k vytvoření Dne Země letecký pohled na ropnou skvrnu v kanálu Santa Barbara o rozloze 2 100 km2.

### Den Země 1970
Semínka, z nichž vyrostl první Den Země, zasadil wisconsinský senátor Gaylord Nelson. Nelson, zapálený ochránce přírody a bývalý guvernér Wisconsinu, který byl ve dvou funkčních obdobích, dlouho hledal způsoby, jak zvýšit význam životního prostředí jako politického tématu. Mimořádná pozornost, kterou vzbudila kniha Rachel Carsonové Mlčící jaro z roku 1962, slavná fotografie NASA z Měsíce z roku 1968 s názvem Východ Země, syté zpravodajství o úniku ropy v Santa Barbaře a požár řeky Cuyahoga na začátku roku 1969 vedly Nelsona k myšlence, že nastal čas pro ekologickou iniciativu. Na základě rozhovorů se svými spolupracovníky a s Fredem Duttonem, významným demokratickým činitelem, který byl manažerem prezidentské kampaně Roberta Kennedyho, nabyl Nelson přesvědčení, že jako takový prostředek by mohly sloužit ekologické přednášky na univerzitních kampusech.
Ve stovkách univerzitních kampusů se konaly přednášky v rámci debaty o válce ve Vietnamu. Obecně odrážely rozpor mezi těmi, kdo považovali Vietnam za hráz, která má zabránit tomu, aby další země dominově směřovaly ke komunismu, a těmi, kdo věřili, že válka je poslední fází nacionalistické, antikolonialistické kampaně Vietnamců, kteří bojovali proti Číně, pak Francii, Japonsku, znovu Francii a nyní Spojeným státům. Tyto debaty vyzdvihly spory o válku v povědomí veřejnosti a získaly do svých řad generaci studentských aktivistů.
Nelson požádal právníka zabývajícího se veřejným zájmem Anthonyho Roismana, aby založil neziskovou organizaci Environmental Teach-In, Inc. a řídil kampaň, a najal malou správní radu. Požádal republikánského kongresmana Petea McCloskeyho, aby se stal spolupředsedou správní rady a zajistil tak zastoupení obou hlavních politických stran.
Dne 20. září 1969 senátor Nelson poprvé oznámil své plány na „ekologické vzdělávání“ v málo propagované přednášce na Washingtonské univerzitě. „Jsem přesvědčen, že stejný zájem, jaký projevila mládež tohoto národa při změně priorit tohoto národa v otázce války ve Vietnamu a občanských práv, lze projevit i o problém životního prostředí. Proto se hodlám postarat o to, aby se došlo k celonárodní vzdělávací diskusi.“
Senátor Nelson dále vybízel k vzdělávacím iniciativám v mnoha dalších projevech. Na listopadové přednášce v Airlie House byl v publiku reportér New York Times. Výsledný článek na titulní straně byl zlomovým bodem. Do Nelsonovy senátní kanceláře začaly chodit dopisy s dotazy z celé země. Článek vzbudil zájem Denise Hayese, tehdy postgraduálního studenta na Harvardu. Hayes odcestoval do Washingtonu a domluvil si se senátorem Nelsonem desetiminutovou návštěvu (která se protáhla na dvě hodiny). Hayes se vrátil na Harvard s listinou, která měla organizovat Boston. Po několika dnech prověřování referencí byl požádán, aby z Harvardu odešel a stal se výkonným ředitelem národní kampaně.
Vzhledem k nehierarchickému desateru doby Hayes navrhl, aby byli lidé jmenováni spíše koordinátory než řediteli. Stal se národním koordinátorem a rychle najal různé regionální koordinátory, tiskového koordinátora, koordinátora pro K-12, koordinátora dobrovolníků atd. V době největšího rozmachu měla národní kancelář několik desítek placených zaměstnanců, z nichž každý vydělával paušálně 375 dolarů měsíčně (což v roce 2023 odpovídá 3 116 dolarům), a více než 100 stálých dobrovolníků.
Když se však talentovaní regionální koordinátoři rozptýlili po celé zemi, narazili okamžitě na dva problémy. Zaprvé, v roce 1970 se koncept „teach-ins“ stal pasé. Kromě toho „teach-ins“ obvykle zahrnovaly debaty a nikdo nebyl pro znečištění. Za druhé, a to je ještě znepokojivější, přední aktivisté na univerzitních kampusech byli hluboce zapojeni do protiválečného hnutí a hnutí za občanská práva. Měli tendenci považovat životní prostředí za rozptýlení.